# Verzasca (fiume)

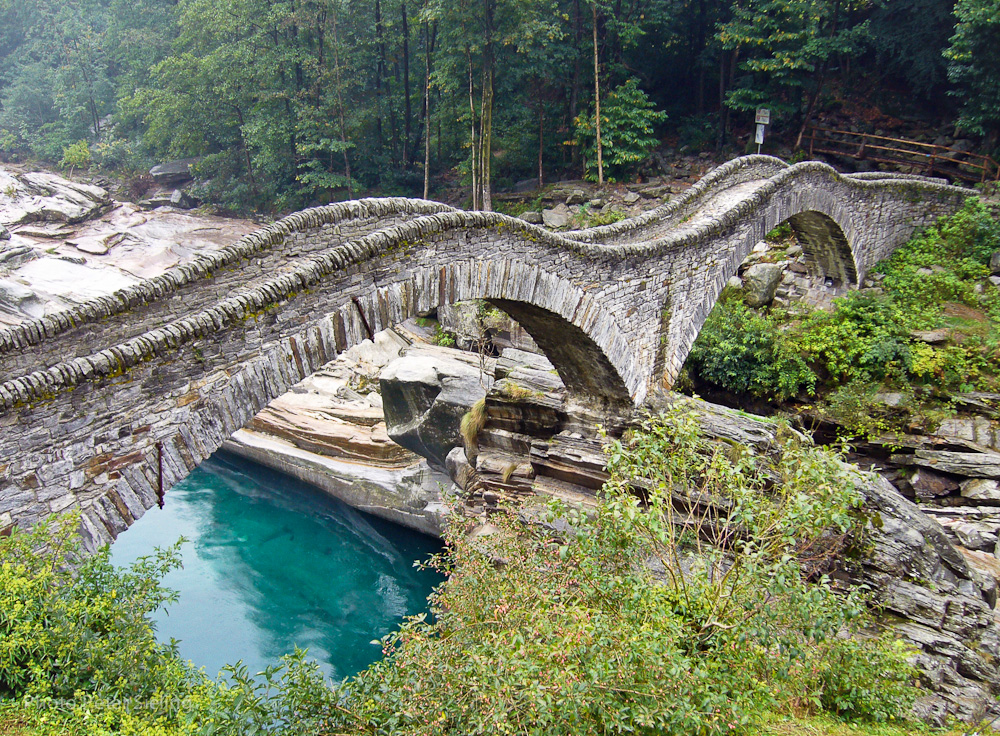
Il Ponte dei Salti sul fiume Verzasca.

La Verzasca è un fiume che scorre nell'omonima valle del Canton Ticino. 

## Etimologia
Il nome deriva dal latino VERTEX, VERTICEM (vertice), che nella lingua della valle si è trasformato in vertezzöö e, per sincope, in verzöö. Verzöö è il nome di una frazione nei pressi di Lavertezzo situata in alto, sulla collina, da cui si ha una vista più estesa a monte e a valle che non dal nucleo del paese in basso. Così la Verzasca è da considerarsi essere la ‘valle di Lavertezzo’. Il nome Verzasca non ha nulla a che vedere né con verde né con acqua.

## Descrizione
Nasce dal Pizzo Barone a 2864 m s.l.m. e incontra il primo insediamento umano a Sonogno (918 m s.l.m.) dopo aver percorso la Val Vegornèss. Si dirige poi impetuosamente verso sud costeggiato da alte montagne e passando sotto il Ponte dei Salti, a due arcate, a Lavertezzo. In estate questo punto è particolarmente apprezzato dai bagnanti.
Il corso del fiume attraversa i comuni di Mergoscia, Gordola, Tenero-Contra e Verzasca.
Prima di uscire dalla valle nel Piano di Magadino il fiume forma il Lago di Vogorno, bacino artificiale formato da una diga alta 220 metri. A Tenero (210 metri s.l.m.) si getta nel Lago Maggiore.
Il fiume è piuttosto pericoloso; tra il 1990 e il 2000 sono morte 35 persone. Ciononostante è popolare per le discese in canoa e le immersioni.